# Margit Taus
Margit Taus (* 14. Dezember 1956 in Wien) ist eine österreichische Malerin und Illustratorin.

## Leben
1976 hat Margit Taus an der Akademie der bildenden Künste Wien die Meisterklasse von Gustav Hessing besucht und erlangte als Meisterschülerin von Friedensreich Hundertwasser 1982 ihr Diplom für Malerei. Nach Auslandsaufenthalten in Italien, Griechenland und Marokko war sie Mitglied der Künstlergruppe CULT.
Nach Ateliers in Oberösterreich und dem Burgenland hat sie seit 2009 ihr Atelier in Wien. Die Künstlerin verwendet in ihren Arbeiten seit den 1970er Jahren unterschiedliche Techniken:
Aus einer eigens entwickelten Wachsmischung entstanden Wachsplastiken, Wachsreliefe und Wachscollagen. Es wurden auch Autos und Kleider mit einer Wachsschicht überzogen.
Es gibt Serien von Skizzen und Zeichnungen in Heften und Büchern, auf säurefreiem Papier und chinesischem Reispapier. In der Gemeinde Bernstein im Burgenland erhielt sie zwischen 1997 und 1999 die Möglichkeit, grünen Serpentin zu bearbeiten. Seit 2000 widmet sie sich vor allem der Acrylmalerei: Die Themen der Bilder entstanden aus aktuellen Beobachtungen, persönlichen Berührungspunkten und Naturverbundenheit.
Kunstankäufe erfolgten durch die MUSA Museum Startgalerie Artothek, das Kulturamt der Stadt Wien, das Unterrichtsministerium, die Niederösterreichische Landesregierung, die NÖ Gesellschaft für Kunst und Kultur und die Landesgalerie Niederösterreich.

## Ausstellungen
Einzelausstellungen
- 1987: Margit Taus. Wachsbilder – Zeichnungen, MUSA des Wien Museums[1]
- 1995: Margit Taus. Zeichnungen 1993-95, Museum Niederösterreich[2]

Gruppenausstellung
- 1990: Armadio/Kasten, Salzburger Kunstverein[3]

## Werke

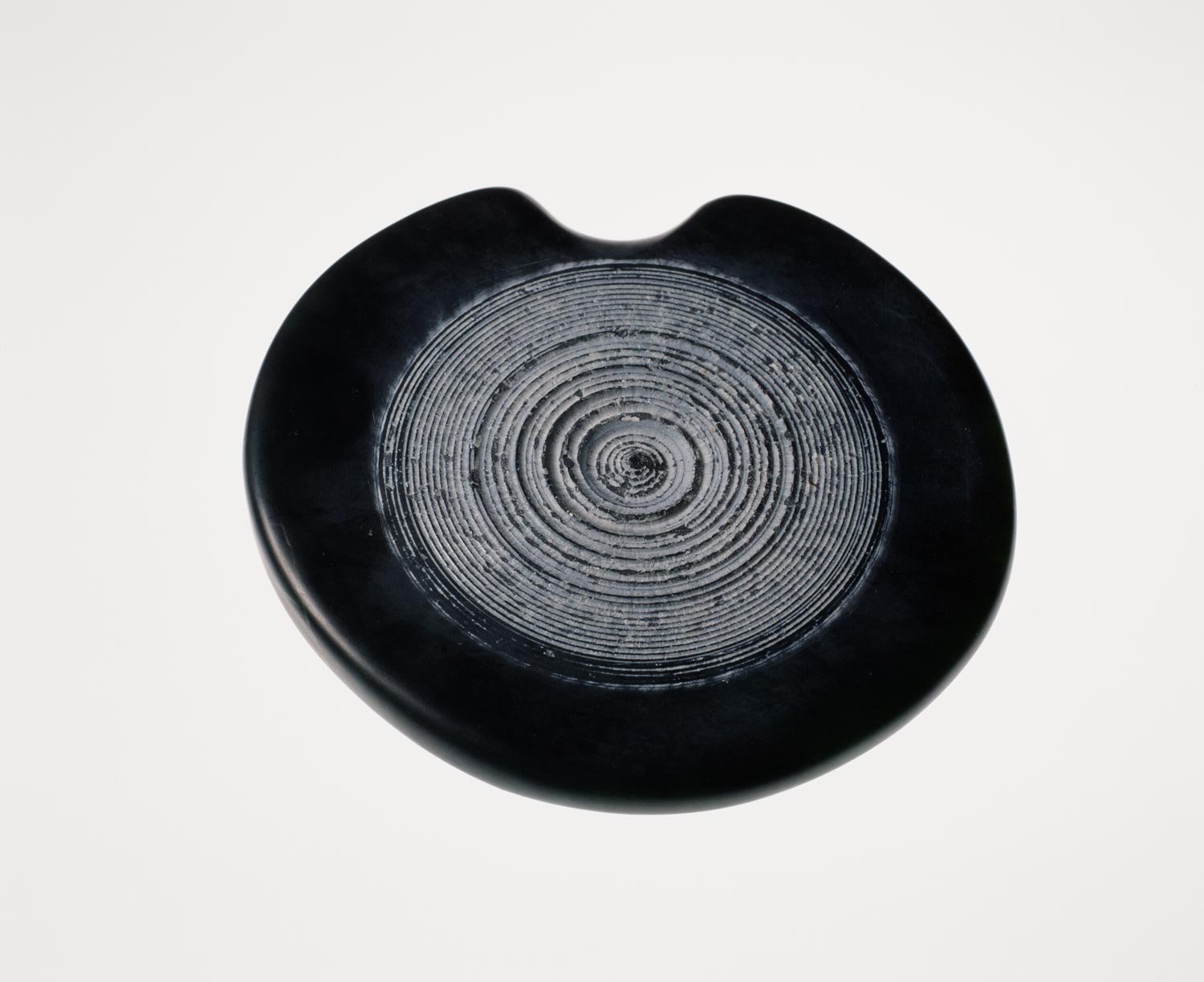
Schmeichelstein (Serpentine, 1997–1999)
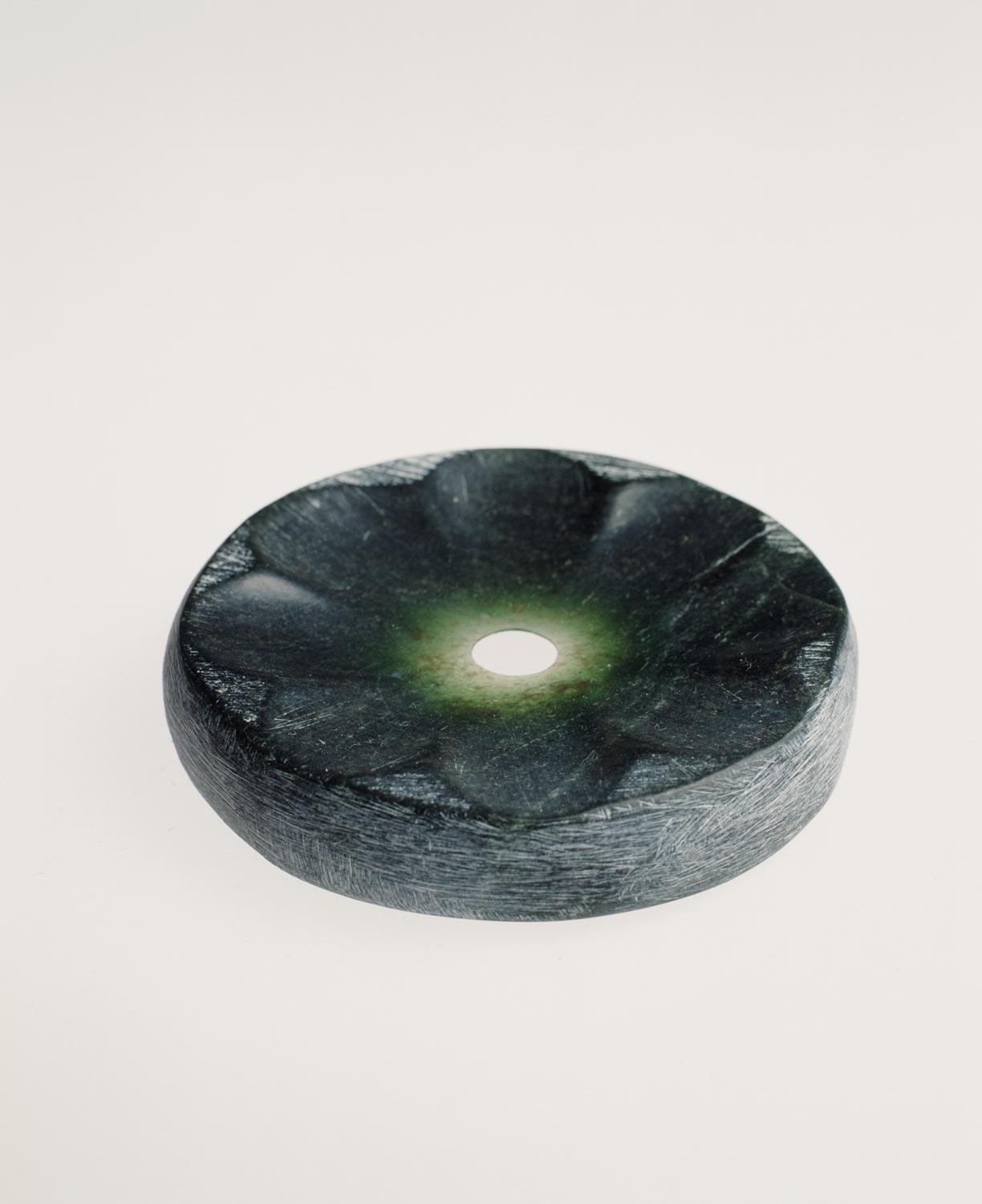
Schmeichelstein (Serpentine, 1997–1999)
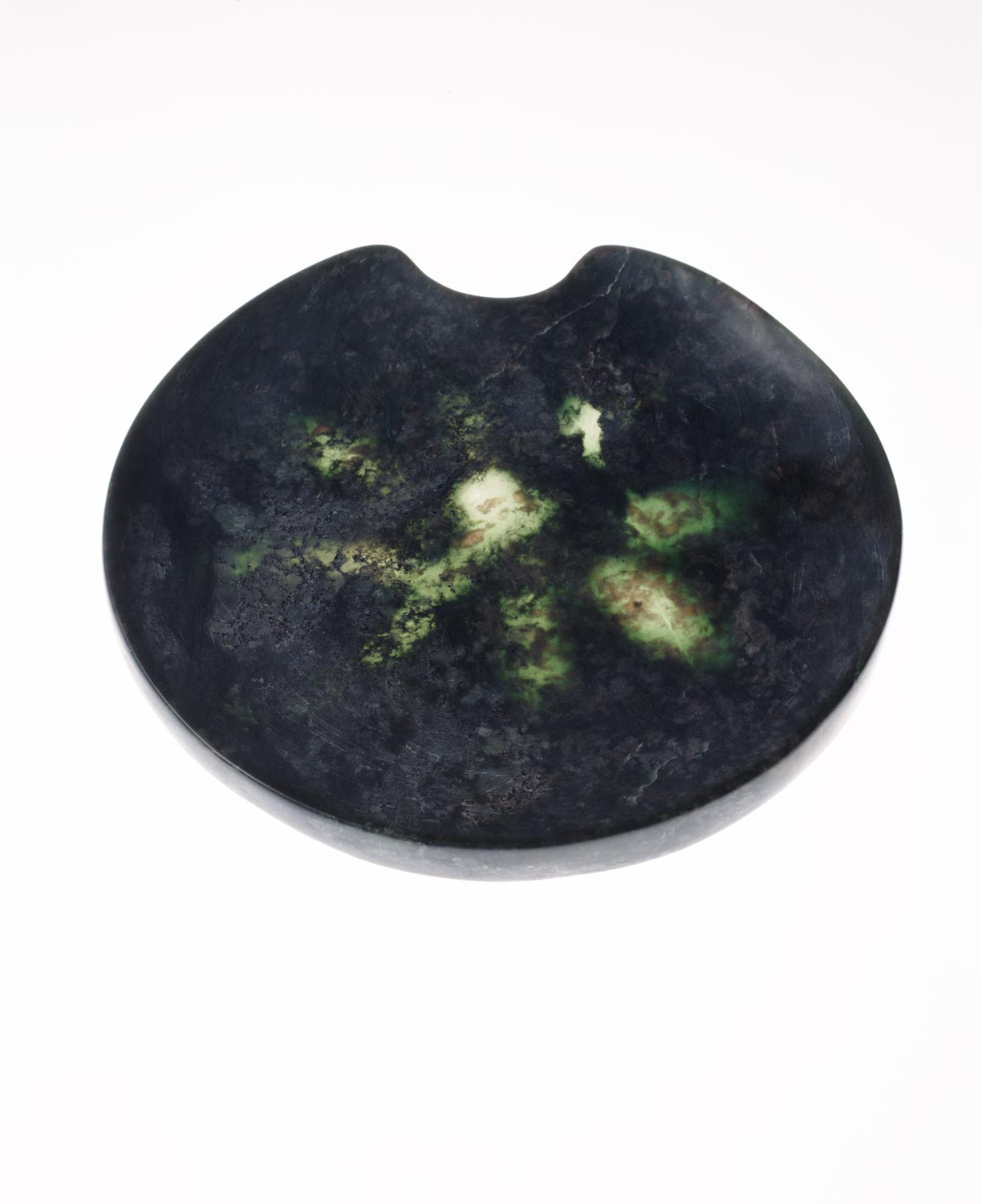
Schmeichelstein (Serpentine, 1997–1999)